# Џон Траволта
Џон Џозеф Траволта (енгл. Jonathan Joseph Travolta; Инглвуд,  18. фебруар 1954) амерички је глумац и певач.
Траволта је стекао славу током 1970-их, глумећи у телевизијској серији Welcome Back, Kotter (1975–1979) и у главним улогама у успешним филмовима Грозница суботње вечери (1977) и Бриљантин (1978). Његова глумачка каријера била је у опадању током 1980-их, али доживео је препород током деведесетих улогом у филму Петпарачке приче (1994), а од тада је глумио у филмовима попут Get Shorty (1995), Сломљена стрела (1996), Украдено лице (1997), Шифра Сабљарка (2001), Be Cool (2005), Wild Hogs (2007),  Лак за косу (2007),  Муња (2008) и Отмица у метроу 123 (2009).
Траволта је номинован за награду Оскар за најбољег глумца у главној улози за глуму у филмовима Saturday Night Fever и Бриљантин. Освојио је свој први и једини Златни глобус за најбољег главног глумца у играном филму (мјузикл или комедија) за улогу у филму Get Shorty а номинован је укупно шест пута, последњи пут 2011. године. Године 2010. добио је награду ИИФА за изванредна достигнућа у међународној кинематографији. Траволта је 2016. године добио своју прву награду Еми за ударне термине, као продуцент прве сезоне антологијске серије Америчка крими прича. Такође је добио додатну номинацију за Емија и номинацију за Златни глобус за улогу адвоката Роберта Шапира у серији.

## Младост
Траволта је најмлађи од шестеро деце, а рођен је и одрастао у Инглвуду, у округу Берген, Њу Џерзи. Његов отац, Салваторе Траволта (новембар 1912 - мај 1995), играо је полупрофесионално амерички фудбал док је радио као вулканизер. Његова мајка, Хелен Сесилија (рођена Берк, 18. јануар 1912 – децембар 1978), била је глумица и певачица која је наступала у радио-вокалној групи The Sunshine Sisters, а глумила је и режирала пре него што је постала средњошколски професор драме и енглеског језика. Његова браћа и сестре Џои, Елен, Ен, Маргарет и Сем били су инспирисани мајчином љубављу према позоришту, драми и глуми. Његов отац је био амерички Италијан друге генерације са коренима у Годрану на Сицилији а његова мајка била је Иркиња. Одрастао је у ирско-америчком кварту и изјавио је да је у његовом дому преовладавала ирска култура. Одгајан је као католик, али је 1975. прешао у сајентологију. Траволта је похађао средњу школу Двајт Мороу, али је одустао од школе 1971. године у 17 години живота.

## Каријера

### Почетак каријере
Након напуштања средње школе, Траволта се преселио преко реке Хадсон у Њујорк сити и остварио улогу у турнејској компанији мјузикла Grease и на Бродвеју у Over Here!, певајући песму Браће Шерман "Dream Drummin". Потом се из професионалних разлога преселио у Лос Анђелес.
Траволтина прва екранска улога у Калифорнији била је улога жртве у серији Emergency! (Сезона 2, епизода 2), у септембру 1972. године, али његова прва значајна филмска улога била је улога Билија Нолана, насилника који мучи насловни лик, који је глумила Сиси Спејсек, у хорор филму  Кери (1976). Отприлике у исто време, он је добио своју улогу као Вини Барбарино у ТВ ситкому Welcome Back, Kotter (1975–1979), у којем се повремено појављује и његова сестра Елен (као мајка Арнолда Хоршека). Серија је емитована на Еј-Би-Сију.

### Успех током 1970-их
Траволта је издао хит сингл под називом "Let Her In", који је у јулу 1976. године доспео на 10. место Билборд хот 100 листе. У наредних неколико година глумио је у филму The Boy in the Plastic Bubble и остварио прве две велике улоге: улога Тонија Манера у Грозница суботње вечери (1977) и Денија Зукоа у Бриљантину (1978). Филмови су били међу комерцијално најуспешнијим филмовима те деценије а Траволта је постао међународна звезда. Био је номинован за Оскара за најбољег глумца за улогу у филму Saturday Night Fever, као један од најмлађих глумаца икада номинованих за Оскара за најбољег глумца. Његова сестра Ен и мајка појавиле су се у кратким улогама у филму Грозница суботње вечери а сестра Ен глумила је конобарицу у филму Бриљантин. Траволта је отпевао неколико песама за потребе филма Бриљантин. У 1980. години Траволта је инспирисао кантри музику широм земље која је уследила након његовог хит филма Urban Cowboy, у ком је глумио са Дебром Вингер.

### Стагнација
Након Urban Cowboy, Траволта је глумио у филмовима који су доживели комерцијалне и критичке неуспехе, и дошло је до стагнације у његовој глумачкој каријери. Неки од тих филмова су Two of a Kind (1983), романтична комедија у којој је глумио са Оливијом Њутон-Џон, и Савршеност (1985), у ком је глумио са Џејми Ли Кертис. Глумио је такође у филму Staying Alive (1983) наставку филма Грозница суботње вечери, за који је напорно тренирао и смршао 10 килограма, филм је био финансијски успешан, са преко 65 милиона долара зараде, иако је од стране критичара лоше оцењен.
У то време Траволти су понуђене, али их је одбио, водеће улоге у филмовима Амерички жиголо и Официр и џентлмен, обе је прихватио Ричард Гир.

### Оживљење каријере
У 1989. години, Траволта је глумио са Керсти Али у филму Гле ко говори, који је зарадио 297 милиона долара што га чини најуспешнијим његовим филмом од Бриљантина. Уследили су Гле ко говори 2 (1990) и Гле ко говори 3 (1993) али тек након улоге Винсента Веге у Тарантиновом хит филму Петпарачке приче (1994), за коју је био номинован за Оскара, његова каријера је кренула узлазном путањом. Филм га је пребацио на А-листу и био је затрпан понудама. Значајне улоге које су уследиле након Петпарачких прича биле су улога зеленаша у филму Get Shorty (1995), корумпираног пилота ваздухопловних снага САД у Сломљеној стрели, агента ФБИ и терористе у филму Украдено лице (1997), очајног правника у A Civil Action (1998), гувернера Џека Стентона у Primary Colors (1998), и војног истражитеља у филму Генералова кћи (1999).

### 2000–данашњица
У 2000. години Траволта је глумио и копродуцирао научнофантастични филм Бојно поље Земља, заснован на истоименом роману Л. Рона Хабарда, у којем је глумио вођу групе странаца који поробљава човечанство у мрачној будућности Земље . Филм је за Траволту био пројекат из снова од објављивања књиге 1982. године, када га је Хабард лично контактирао како би покушао да помогне у снимању филма. Филм је добио негативне критике и лоше прошао на благајнама. Траволта је за улогу у овом филму добио и две Златне малине.
Током 2000-их Траволта је глумио у многим филмовима укључујући филмове Шифра Сабљарка (2001), Ladder 49 (2004), Be Cool (2005), Lonely Hearts (2006), Wild Hogs (2007), анимирани филм  Муња (2008), у ком је дао глас насловном лику, Отмица у метроу 123 и Old Dogs (оба из 2009).
У 2007. години Траволта је глумио Едну Тернблад у римејку  Лак за косу, његовом првом мјузиклу од Бриљантина.
Од 2010. године Траволта углавном глуми у акционим филмовима и трилерима. У 2016. години вратио се на ТВ екране у првој сезони антологијске серије American Crime Story, у којој је глумио адвоката Роберта Шапира.

## Лични живот
Траволта је био у вези с глумицом Дијаном Хајленд, коју је упознао док је снимао филм The Boy in the Plastic Bubble. Били су у вези до њене смрти 27. марта 1977. године.
Траволта се оженио са глумицом Кели Престон у 1991. години, и купио кућу и Ислесбороу, Мејн. Пар је имао сина Џета (умро 2009. године). Њихова ћерка Ела Блу рођена је 2000. године, а треће дете, син Бенџамин рођен је 2010. године на Флориди. Траволта и Престон редовно су присуствовали брачном саветовању, Траволта је изјавио да је терапија помогла у браку.
У мају 1991. године магазин Тајм објавио је насловну причу под насловом Врели култ похлепе и моћи. У чланку је бивши извршни директор Сајентолошке цркве Вилијам Френкс тврдио да је Траволта био опрезан да напусти веру јер се плашио да ће црква објавити детаљна открића о његовом приватном животу, која су укључивала и хомосексуално понашање. Ове су тврдње Френкс и други дефетисти сајентологије поновили у књизи Лоренса Рајта из 2013. године Going Clear: Scientology, Hollywood, and the Prison of Belief, а бивши црквени службеник Марти Ратбан тврдио је да је неколико пута сарађивао са Траволтиним адвокатима како би порекао наводе о Траволтиној хомосексуалности из штампе и оборио оптужбе против звезде.
Траволта је подржао демократску кандидаткињу Хилари Клинтон на изборима за америчког председника 2016. године.

### Губитак сина
Траволтин син Џет је умро 2. јануара 2009. године у 16-ој години живота, док је био на божићном одмору на Бахамима. Издата је потврда о смрти од стране бахамских доктора који су узрок смрти приписала епилептичком нападу. Џет, који је имао историју напада, наводно је боловао од Кавасакијеве болести од друге године живота. Траволта је потврдио спекулације да је његов син имао аутизам и да је имао редовне нападе и одмах је дао јавну изјаву док након сведочења у парници против вишемилионске изнуде у завери против њега у вези са смрћу његовог сина. Након победе на суду, Траволта је одустао да тужи заверенике и захвалио се својој најближој породици и сајентологији јер су му помогли да преживи смрт свог сина и да настави даље са филмском каријером. У знак сећања на свог сина, Траволта је основао Џет Траволта фондацију, непрофитну организацију за помоћ деци са посебним потребама.

### Религија
Траволта је прихватио сајентологију 1975. године када му је уручена књига  Дијанетика док је снимао филм Ђавоља киша у Дуранго, Мексико. Након земљотреса на Хаитију 2010., придружујући се другим славним личностима у акцији прикупљања помоћи, Траволта је наводно послао свој Боинг 707 пун залиха, лекара и сајентолошку мисију волонтера у подручје катастрофе.

### Пилот
Траволта је приватно и пилот и поседује четири авиона. Поседовао је и Боинг 707-138B (Ex-VH-EBM) који је 2017. године донирао Друштву за рестаурацију историјских ваздухоплова (ХАРС) код Вулонгонга у Аустралији, и очекује се да ће летети у Аустралију у новембру 2019. године.Шаблон:Update inline span Траволта планира да буде у авиону кад авион долети до Регионалне аеродрома Иљавара, где је седиште ХАРС-а, али неће му дозволити да лети, јер ће авион бити регистрован као аустралијски. Авион 707 носи старо обележје Квантаса, а Траволта је био званични амбасадор добре воље за авиокомпанију где год је летео. Траволта је свој 707 назвао "Џет Клипер Ела", у част своје деце. "Клипер" у имену представља компанију Пан американ, која је ту реч користила у именима својих летелица.
Његово имање у Окали, смештено је на аеродрому Грејстоун са сопственом пистом и коловозом до његове куће, са две зграде за наткривени приступ авионима.
Траволта је 24. новембра 1992. ноћу управљао својим Gulfstream N728T када је доживео тотални квар електричног система, док је летео по правилима о инструменталном летењу према Националном аеродрому у Вашингтону. Током хитног слетања, умало се сударио у ваздуху са Боингом 727, догађај који је приписао ризичној одлуци контролора ваздушног саобраћаја.
Траволта је уврштен у Живе легенде ваздухопловства 2007. године и деловао је као званични амбасадор догађаја.
Дана 13. септембра 2010. године, током прве епизоде последње сезоне свог талк шоуа, Опра Винфри најавила је да ће целокупну студијску публику повести на осмодневно путовање у Аустралију, уз плаћање свих трошкова, са Траволтом као пилотом авиона за путовање. Он је помагао Винфријевој да испланира путовање дуже од годину дана.
Аутор је књиге Propeller One-Way Night Coach, причи о првом лету једног дечака.t.

## Наводи о сексуалном нападу
У мају 2012. анонимни масер је поднео тужбу против Траволте позивајући се на тврдње о сексуалном нападу и повредама. Траволтин адвокат рекао је да су оптужбе "потпуна фикција и измишљотина" и да неко жели 15 минута његове славе. Траволтин адвокат такође је изјавио да ће његов клијент бити у стању да докаже да није био у Калифорнији на дотични дан и тврдио је да ће Траволта „тужити адвоката и тужиоца због злонамерног гоњења“ након што случај одбаце. Касније се други тужилац придружио тужби износећи сличне тврдње. Обе тужбе су одбачене без права на жалбу.
Дана 27. септембра 2012. године судија Вишег суда у Лос Анђелесу Малколм Мекиј одбацио је тужбу за клевету против Траволте и његовог адвоката Мартија Сингера, коју је поднео писац Роберт Рендолф, јер је открио да је писмо, које је Сингер написао као одговор на наводе из Рендолфове књиге, заштићено слободним говором.
У септембру 2014. године Траволта је негирао тврдње свог бившег пилота Дагласа Готерба из јануара 2014. године да су њих двојица имали сексуалне односе током шестогодишњег периода у којем је Готерб радио за Траволтину авиокомпанију, Алто.

## Филмографија
| Улоге Џона Траволте |                         |               |                                            |          |
| Година              | Српски назив            | Изворни назив | Улога                                      | Напомена |
| 1975.               |                         |               |                                            |          |
| 1975.               |                         |               | Дени                                       |          |
| 1976.               |                         |               | Тод Лубич                                  |          |
| 1976.               | Кери                    |               | Били Нолан                                 |          |
| 1977.               | Грозница суботње вечери |               | Тони Манеро                                |          |
| 1978.               |                         |               | Стрип Харисон                              |          |
| 1978.               | Бриљантин               |               | Дени Зуко                                  |          |
| 1980.               |                         |               | Бафорд „Бад“ Јуан Дејвис                   |          |
| 1981.               |                         |               | Џек Тери                                   |          |
| 1983.               |                         |               | Тони Манеро                                |          |
| 1983.               |                         |               | Зак                                        |          |
| 1985.               |                         |               | Адам Лоренс                                |          |
| 1989.               |                         |               |                                            |          |
| 1989.               |                         |               | Тревис                                     |          |
| 1990.               |                         |               |                                            |          |
| 1991.               |                         |               | Џек Кејб                                   |          |
| 1991.               |                         |               | Боби                                       |          |
| 1992.               |                         |               | себе                                       |          |
| 1993.               |                         |               |                                            |          |
| 1994.               | Петпарачке приче        |               | Винсент Вега                               |          |
| 1995.               |                         |               | Чил Палмер                                 |          |
| 1995.               |                         |               | Луис Пинок                                 |          |
| 1996.               | Мајкл                   |               | Мајкл                                      |          |
| 1996.               | Феномен                 |               | Џорџ Мали                                  |          |
| 1996.               |                         |               | себе                                       |          |
| 1996.               | Сломљена стрела         |               | мајор Вик „Дик“ Дикинс                     |          |
| 1997.               |                         |               | себе                                       |          |
| 1997.               |                         |               | Сем Бејли                                  |          |
| 1997.               | Украдено лице           |               | Шон Арчер/Кастор Трој                      |          |
| 1997.               |                         |               | Џои                                        |          |
| 1998.               |                         |               |                                            |          |
| 1998.               | Танка црвена линија     |               | бригадни генерал Квинтард                  |          |
| 1998.               |                         |               | себе                                       |          |
| 1998.               |                         |               | гувернер Џек Стентон                       |          |
| 1999.               | Генералова кћи          |               | Пол Бренер/наредник Френк Вајт             |          |
| 1999.               |                         |               | Кајлов отац                                |          |
| 2000.               |                         |               | себе                                       |          |
| 2000.               |                         |               | Рас Ричардс                                |          |
| 2000.               | Бојно поље Земља        |               | Терл                                       |          |
| 2001.               | Случајни сведок         |               | Френк Морисон                              |          |
| 2001.               | Шифра Сабљарка          |               | Габријел Шир                               |          |
| 2002.               |                         |               | „Остинпуси“ Јохан ван дер Смут /Голдмембер |          |
| 2003.               |                         |               | Харди                                      |          |
| 2004.               |                         |               | капетан Мајк Кенеди                        |          |
| 2004.               |                         |               | Боби Лонг                                  |          |
| 2004.               | Панишер                 |               | Хауард Сејнт                               |          |
| 2005.               |                         |               | себе                                       |          |
| 2005.               |                         |               | Чил Палмер                                 |          |
| 2006.               |                         |               | Елемер К. Робинсон                         |          |
| 2007.               |                         |               | Вуди Стивенс                               |          |
| 2007.               | Лак за косу             |               | Една Тернблад                              |          |
| 2008.               | Муња                    |               | Муња (глас)                                |          |
| 2013.               | Сезона убијања          |               | Емил Ковач                                 |          |